# Roberth Johansson
Roberth Johansson, född 6 januari 1947 i Enskede, är en svensk kristen författare, låtskrivare, musiker, sångare och tidigare förlagsredaktör från Aneby. 
Han föddes i Enskede i Stockholm, men adopterades och växte upp i frikyrkomiljö i Småland och är medlem i Svenska Alliansmissionen.
Roberth Johansson är mest känd som författare till bokserien Humor i helgade hyddor med illustrationer av Bo Göransson (född 1962), men har även skrivit barnböcker, biografier och en rad sångböcker. Han är också låtskrivare, omkring 200 av hans sånger är publicerade bland annat i Segertoner, många är insjungna och flera har framförts TV. 
År 2015 gav han ut boken ”Jag skall se hans ansikte” om Fanny Crosby.
Sedan 1990-talet turnerar han som kåsör och sångare tillsammans med hustrun Irene (född Jonsson 1949) som han är gift med sedan 1971. Paret har en son låtskrivaren Tony Johansson Malm (född 1972) och en dotter (född 1975).